# Забродзе (Свентокшиське воєводство)
Забродзе (пол. Zabrodzie) — село в Польщі, у гміні Ключевсько Влощовського повіту Свентокшиського воєводства.
Населення — 17 осіб (2011).
У 1975-1998 роках село належало до Пйотрковського воєводства.

## Демографія
Демографічна структура на день 31 березня 2011 року:
|          | Загалом | Допрацездатний вік | Працездатний вік | Постпрацездатний вік |
| -------- | ------- | ------------------ | ---------------- | -------------------- |
| Чоловіки | 11      | 2                  | 9                | 0                    |
| Жінки    | 6       | 2                  | 4                | 0                    |
| Разом    | 17      | 4                  | 13               | 0                    |